# 池田町立温知小学校

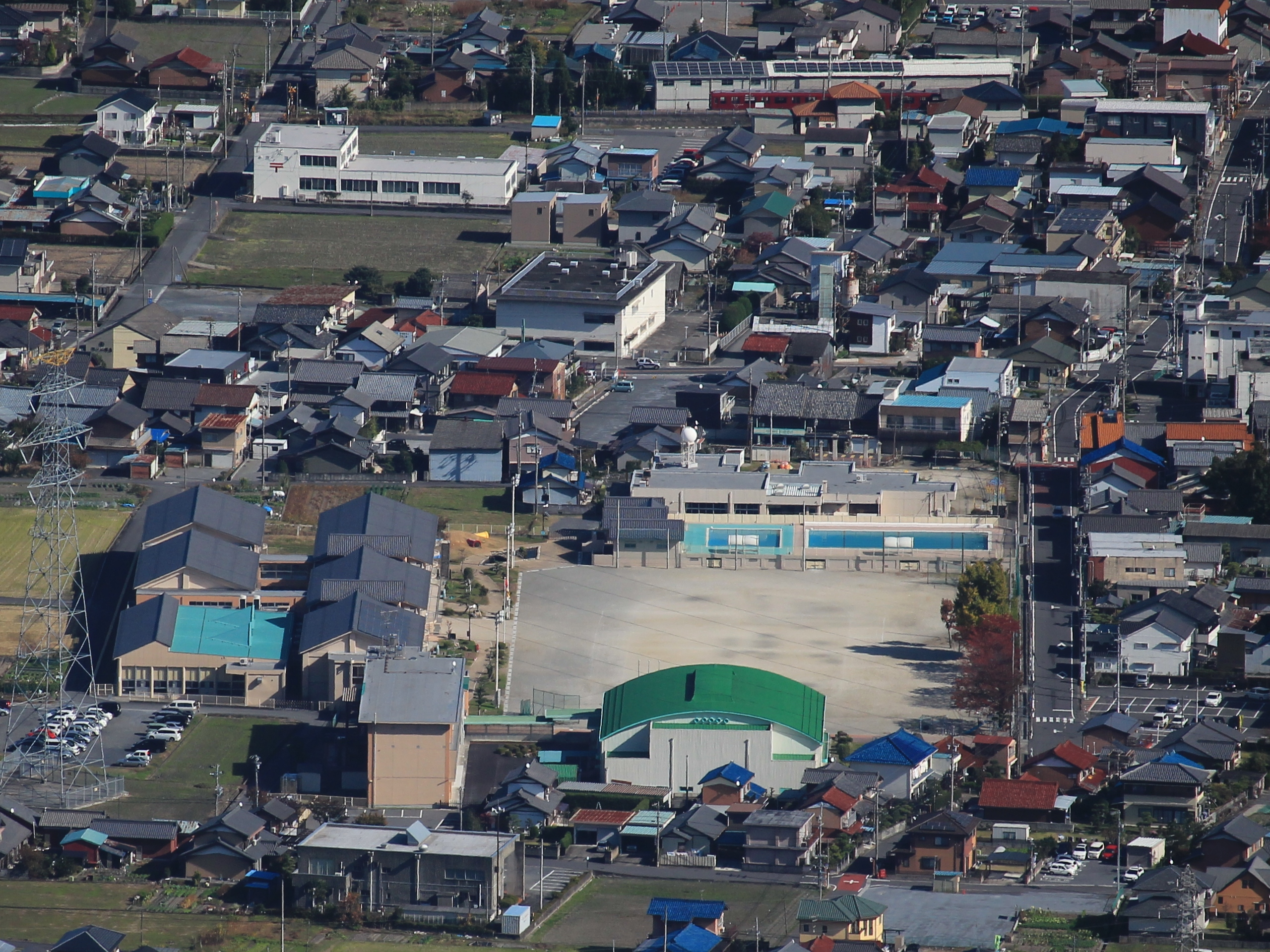
池田山から見下ろす池田町立温知小学校

池田町立温知小学校（いけだちょうりつ おんちしょうがっこう）は、岐阜県揖斐郡池田町本郷にある公立小学校。校名は故事成語の温故知新から取られ、かつては村名にもなった。

## 沿革
- 1873年（明治6年） - 温知義校が開校。東野村浄光寺境内、民家などを仮校舎とする。東野村、池野村、上田村、砂畑村、六之井村、本郷村、萩原村、青柳村、草深村、小寺村、願成寺村の児童が通学する。
- 1874年（明治7年） - 新築移転。
- 1877年（明治10年） - 願成寺村が離脱し、宮地村の栄盛学校へ合流。
- 1880年（明治13年） - 下東野小学校に改称する。
- 1886年（明治19年） - 下東野尋常小学校に改称する。
- 1892年（明治25年） - 組合立温知尋常小学校に改称する。
- 1893年（明治26年） - 八幡尋常小学校田畑分校が廃止され、田畑村、山洞村の児童が温知尋常小学校へ転入する。
- 1897年（明治30年） - 
  - 池野村、下東野村、上田村、砂畑村、六之井村、杉野村が合併し、池田村が発足。
  - 本郷村、藤代村、萩原村、青柳村、田畑村、草深村、山洞村、小寺村が合併し、本郷村が発足。
  - 八幡尋常小学校藤代分校が廃止され、藤代村、杉野村の児童が温知尋常小学校へ転入する。
- 1908年（明治41年） - 組合立温知尋常高等小学校に改称する。
- 1941年（昭和16年） - 温知国民学校に改称する。
- 1947年（昭和22年） - 池田村本郷村組合立温知小学校に改称する。
- 1950年（昭和25年）8月1日 - 池田村と本郷村が合併し温知村が発足。同時に温知村立温知小学校に改称する。
- 1954年（昭和29年）5月1日 - 温知村が町制施行、改称。池田町が発足。同時に池田町立温知小学校に改称する。
- 1956年（昭和31年）4月1日 - 白鳥地区の児童が神戸町立神戸小学校横井分校閉校に伴い当校へ転入する。
- 1960年（昭和35年） - 新校舎（鉄筋コンクリート造）が完成。
- 1980年（昭和55年） - 池田小学校を分立する。

## アクセス
- 養老鉄道養老線北池野駅から西へ直進し約400m